# Hartmut Scupin
Hartmut Scupin (* 24. April 1931 in Langen, Kreis Sprottau; † 11. Juni 1996 in Braunschweig) war ein deutscher Politiker (CDU) und Oberbürgermeister von Braunschweig. 
1963 begann Hartmut Scupin seinen Dienst beim Caritasverband Braunschweig, er wurde später Caritasdirektor. 
Von 3. November 1981 bis zum 5. November 1986 war Hartmut Scupin Oberbürgermeister der Stadt Braunschweig. Nach seiner Amtszeit als Stadtoberhaupt bekleidete er bis zum 15. Dezember 1987 das Amt des Ersten Bürgermeisters der Stadt Braunschweig.
1988 ging Scupin als Sozialdezernent nach Sindelfingen. Sein Grab befindet sich auf dem Katholischen Friedhof in Braunschweig.
| Personendaten    | Personendaten                                                     |
| ---------------- | ----------------------------------------------------------------- |
| NAME             | Scupin, Hartmut                                                   |
| KURZBESCHREIBUNG | deutscher Kommunalpolitiker (CDU), Bürgermeister von Braunschweig |
| GEBURTSDATUM     | 24. April 1931                                                    |
| GEBURTSORT       | Langen, Landkreis Sprottau, Niederschlesien                       |
| STERBEDATUM      | 11. Juni 1996                                                     |
| STERBEORT        | Braunschweig                                                      |